# Estadio Nativos del Chaco
El estadio Nativos del Chaco es un estadio de fútbol de Paraguay que se encuentra ubicado en la ciudad de Filadelfia. En este escenario, que cuenta con capacidad para 500 personas, hace las veces de anfitrión el equipo de fútbol del Club Atlético Nativos del Chaco.